# يحيى الموجي
يحيى الموجي هو عازف كمان وموزع موسيقي مصري وأحد أعضاء الفرقة الموسيقية للمغني المصري عمرو دياب، من عائلة الموسيقار محمد الموجي. مواليد برج القوس 12/12 وقد تخرج كعازف كمان من معهد الكونسر فتوار ثم عمل معيدا بها، ثم اتجه الي التوزيع والتأليف الموسيقي ولديه مشاركات في الموسيقى التصويرية في السينما حيث شارك الموسيقار كمال الطويل في وضع موسيقى فيلم المصير إخراج يوسف شاهين وبعد سنتين وضع موسيقى فيلم الآخر لنفس المخرج كما شارك في وضع الموسيقى التصويرية لعدد من الأفلام السينمائية الأخرى منها: الآخر، إسكندرية نيويورك، أنت عمري.
قام بالتوزيع الجديد لأغنية حرام لراغب علامة.

## وصلات خارجية
- يحيى الموجي على موقع الدهليز
- يحيى الموجي على موقع قاعدة بيانات الأفلام العربية
- يحيى الموجي على موقع ميوزك برينز (الإنجليزية)
- يحيى الموجي على موقع ديسكوغز (الإنجليزية)